# 드라큐라의 흉터
드라큐라의 흉터(Scars Of Dracula)는 영국에서 제작된 로이 워드 베이커 감독의 1970년 공포 영화이다. 크리스토퍼 리 등이 주연으로 출연하였고 에이다 영 등이 제작에 참여하였다.

## 출연

### 주연
- 크리스토퍼 리
- 데니스 워터먼

### 조연
- 제니 핸리
- 크리스토퍼 매튜스
- 패트릭 트로우톤
- 마이클 그윈
- 마이클 리퍼
- 웬디 해밀턴
- 아누스카 헴펠
- 델리아 린지
- 밥 토드
- 토크 타운리
- 데이빗 르랜드
- 리차드 더든
- 올가 안소니
- 조지 이니스
- 닉키 반 데르 질

## 제작진
- 원조: 브램 스토커